# منگک
مَنگَک (منگلان، منگوله یا منگه) با نام علمی «بینرتیای سیکلوپترا»، گیاهی شورپسند است. این گیاه در جنوب کشور ایران و در مناطق شوره زار سواحل خلیج فارس، در استان‌های خوزستان، بوشهر، هرمزگان و سیستان و بلوچستان می‌روید. فصل رویش این گیاه تابستان و مزه برگهای آن بسیار شور است. در قدیم که فعالیت بدنی افراد زیاد بوده و به‌ویژه در اواخر فصل بهار و فصل تابستان (زمان جمع‌آوری گندم و جو و کار در باغ‌های نخل)، که تعرق زیاد بوده و بدن نمک زیادی از دست می‌داده، با خوردن این گیاه همراه با لبنیات، نمک بدن را به‌صورت طبیعی تأمین می‌کرده. بومیان این مناطق، از آن به عنوان سبزی خوراکی استفاده می‌کنند.
یکی دو ماه قبل از رویش منگک، در مناطق مذکور گیاه دیگری بنام کاکُل و به‌صورت خودرو می‌روید که تقریباً شبیه منگگ است ولی شوری آن کمتر است.
منگک سرشار از سدیم و پتاسیم بوده که سدیم موجود در این گیاهان باعث شورمزه بودن آنان شده‌است.